# 松竹遊楽館
松竹遊楽館（しょうちくゆうらくかん）は、かつて北海道札幌市中央区南2条西3丁目（狸小路3丁目）に存在した映画館である。1910年（明治43年）に芝居小屋として開設。その後映画館に転身し、北海道内における松竹系列のチェーンマスターとして親しまれた。

## 沿革
- 1910年（明治43年）9月：九島伊太郎により演芸場『遊楽館』として創設。当時、南3条西4丁目にあった料亭「いく代」を経営していた小林喜三郎が、料亭で義太夫や浪花節の稽古に励んでいる芸妓達の発表の場を作らないかと九島に相談したのがきっかけとされる[1]。
- 1915年（大正4年）：映画常設館となる。
- 1940年（昭和15年）：改築を行う。
- 1956年（昭和31年）9月20日：総工事費1億5千万円をかけて2度目の改築を行い、地下1階に名画座『遊楽地下劇場』を新設[2]。
- 1974年（昭和49年）：松竹の直営館となる。同時に遊楽地下劇場が『SY遊楽』と改称。
  - この頃、加藤登紀子が遊楽館で「ほろ酔いコンサート」を行う[3]。
- 1991年（平成3年）：2月9日から半年にわたる大改築を行い[注 2]、遊楽館が2階席を廃した414席、SYが264席となり同年8月10日にリニューアルオープンする[4][注 3]。
- 1996年（平成8年）6月14日～6月15日：「さっぽろ映画祭リターンズ'96」が開催される[注 4]。
- 1997年（平成9年）：札幌市保健福祉局認定の「環境衛生優良施設」に選ばれる[5]。
- 1999年（平成11年）6月12日：松竹のブロックブッキング制の廃止に伴い、館名を松竹遊楽館1・2に統一。
  - これと前後する時期から、ヒット予想の高い洋画が遊楽館1で上映されることが目立ってきた。2001年（平成13年）以降は丸の内ピカデリー1と丸の内ルーブル系の作品を主に上映していた。
- 2003年（平成15年）：札幌シネマフロンティアの開業に伴い閉館。3月23日「ロード・オブ・ザ・リング/二つの塔」（ピーター・ジャクソン監督）「たそがれ清兵衛」（山田洋次監督）の上映を最後に93年間の歴史に終止符を打った[6][7]。
  - 空いた建物はゲームセンター「タイトーステーション札幌狸小路店」となり存続したが、隣接していたサンデパートビル等との再開発により2017年（平成29年）10月31日をもって閉鎖・撤退[8][注 5]。その後2023年（令和5年）7月20日、跡地に大型商業施設ビル『モユクサッポロ』がグランドオープンした[10]。

## データ
- 所在地：北海道札幌市中央区南2条西3丁目5-1[8]
- 観客定員数
  - 松竹遊楽館1：763席（ - 1991年2月）→414席（1991年8月 - [4]）→368席（1998年 - 閉館まで[6]）
  - 松竹遊楽館2（SY遊楽→遊楽館2）：280席（ - 1991年2月）→264席（1991年8月 - [4]）→232席（1998年 - 閉館まで[6]）

## 主な上映作品

### 松竹遊楽館→遊楽館1
シリーズ作品
- 男はつらいよシリーズ全48作
- 劇場版必殺シリーズ（中村主水篇の6作と『三味線屋・勇次』）
- 機動戦士ガンダム（第1作～第3作までと機動戦士ガンダム　逆襲のシャア）
- バカヤロー!シリーズ全4作
- 釣りバカ日誌シリーズ（第1作～第11作まで。第12作～第13作は札幌劇場で、第14作以降は札幌シネマフロンティアにて上映）
- 学校シリーズ全4作

その他
- ダウンタウン・ヒーローズ（1988年）
- 座頭市（1989年）
- クライシス2050（1990年）
- 遠き落日（1992年）
- REX 恐竜物語（1993年）
- シュート!（1994年）
- うなぎ（1997年）
- アンドロメディア（1998年）
- メッセージ・イン・ア・ボトル（1999年）
- マトリックス（1999年）
- アメリカン・ビューティー（2000年）
- グラディエーター（2000年）
- A.I.（2001年）
- ハリー・ポッターと賢者の石（2001年）
- ロード・オブ・ザ・リング（2002年）
- メン・イン・ブラック2（2002年。第1作は札幌劇場と札幌ピカデリーにて上映）
- ハリー・ポッターと秘密の部屋（2002年。第3作以降は札幌劇場で上映）
- ロード・オブ・ザ・リング/二つの塔（2003年。第3作は札幌劇場で上映）

### SY遊楽→遊楽館2
- E.T.（1982年）
- ときめきに死す（1984年）
- グーニーズ（1985年）
- スタンド・バイ・ミー（1987年）
- 007 リビング・デイライツ（1987年）
- クロコダイル・ダンディー2（1988年）
- バットマン（1989年）
- ロッキー5（1990年）
- グリーン・カード（1991年。改築後の第1作）
- パトリオット・ゲーム（1992年）
- ザ・ファーム 法律事務所（1993年）
- 逃亡者（1993年）
- RAMPO（1994年）
- 今そこにある危機（1994年）
- アポロ13（1995年）
- 12モンキーズ（1996年）
- マーズ・アタック!（1997年）
- バットマン&ロビン Mr.フリーズの逆襲（1997年）
- ブルース・ブラザース20001998年）
- リーサル・ウェポン4（1998年）
- 奇蹟の輝き（1999年。この作品から遊楽館2に改称）
- ノッティングヒルの恋人（1999年）
- スペース・カウボーイ（2000年）
- パール・ハーバー（2001年）
- たそがれ清兵衛（2002年。最後の上映作でもあった）
- ギャング・オブ・ニューヨーク（2002年）